# Batbatan Island
Batbatan Island ist eine Insel der Provinz Antique auf den Philippinen. Sie liegt etwa 27 km vor der Westküste der Insel Panay in der Cuyo East Passage, einem Seegebiet im Norden der Sulusee. Die Insel hat eine Fläche von circa 5 km² und wird von der Stadtgemeinde Culasi aus verwaltet. Die Volksgruppe der Tangay, die die Sprache Cuyonin sprechen, bewohnt die Insel. Bei der Volkszählung 2007 wurden exakt 2300 Einwohner registriert. Die Sitios Tigbao, Bunlao, Kawit, Mag-ayad, Rikudo, Camanga und Batbat bilden zusammen den Barangay Batbatan Island. Die Insel wurde 1580 erstmals erwähnt.
Der etwa 10 km langen Küstenlinie sind zahlreiche Korallenriffe und Seegraswiesen vorgelagert. Die Topographie der Insel ist hügelig; zahlreiche Wanderwege, die auch zu den zahlreichen Höhlen führen, durchqueren die Insel. Die Vegetation der Insel wird dominiert von tropischem Regenwald, in dem Affen, Fledermäuse und zahlreiche Vogelarten leben. Wissenschaftlich erforscht wurde die Insel jedoch noch nicht. Die Bewohner verehren die mystische Figur des Lakeng Inggo, der rituell angebetet wird.
Eine Fährverbindung zur Insel besteht vom Hafen in Culasi aus, die Fahrzeit dauert ungefähr zwei Stunden.